# Лондон, Фриц
Фриц Вольфганг Лондон (нем. Fritz Wolfgang London, 7 марта 1900 — 30 марта 1954) — немецкий физик-теоретик. Его фундаментальные труды по теории химической связи и межмолекулярных сил (лондоновские дисперсионные силы) считаются сегодня классическими и рассматриваются в современных учебниках по физической химии.
Вместе со своим братом Хайнцем Лондоном он внёс значительный вклад в понимание электромагнитных свойств сверхпроводимости (уравнение Лондонов).

## Биография
Лондон родился в Бреслау, Силезия, Германия (теперь Вроцлав, Польша) в 1900 в семье Франца Лондона (1863—1917). После прихода к власти нацистов он теряет должность в Берлинском университете из-за еврейского происхождения. Занимая временно должности в Англии и Франции, он окончательно эмигрирует в Соединённые Штаты в 1939. В 1945 году получает гражданство США. В дальнейшем до конца своей жизни был профессором в Университете Дьюка. В 1953 году награждён медалью Лоренца. Умер Лондон в 1954 году в городе Дарем, штат Северная Каролина.

## Научные достижения
Ранняя работа Лондона, написанная совместно с Вальтером Гайтлером, представляла собой первую в мире статью по квантовой химии. В ней впервые была правильно объяснена связь в гомоядерных молекулах, таких как H2. Нет ничего удивительного в том, что эта работа Гайтлера — Лондона появилась вскоре после создания квантовой механики Гейзенбергом и Шрёдингером, потому что квантовая механика являлась ключевой теорией в их описании ковалентной связи. Другим необходимым для данной теории принципом был принцип неразличимости электронов.
Ещё одна ранняя работа Лондона касалась области межмолекулярного взаимодействия. Он ввёл понятие «дисперсионного эффекта» для притяжения между атомами двух разрежённых газов на больших (порядка 1 нм) расстояниях друг от друга. В настоящее время эти силы притяжения носят название «лондоновские силы». В 1930 году он (совместно с Р. Эзеншицем) даёт объяснение взаимодействию между атомами двух инертных газов, которое состоит в притяжении на больших расстояниях и в отталкивании — на малых. Эзеншиц и Лондон показали, что подобное отталкивание вызвано антисимметрией волновой функции к перестановке электронов. Наличия такой антисимметрии требует принцип Паули, и оно есть следствие того факта, что электроны являются фермионами.
Для атомов и неполярных молекул лондоновские дисперсионные силы — единственные межмолекулярные силы. Они отвечают за существование вещества в жидком и твердом состояниях. Для полярных молекул лондоновские силы — одна из составляющих ван-дер-ваальсовых сил, наряду с силами между постоянными дипольными моментами молекул.
Фриц Лондон был первым физиком-теоретиком, сделавшим фундаментальное и в то время спорное предположение, что сверхтекучесть, по своей сути, связана с эйнштейновской конденсацией бозонов, эффектом, известным теперь как конденсация Бозе — Эйнштейна. Бозе показал, что статистика безмассовых фотонов может быть также применена к массивным частицами, однако он не рассматривал теорию конденсации бозонов.
Лондон также входит в число первых авторов (включая Шрёдингера), которые правильно описывали принцип калибровочной инвариантности в контексте новой тогда квантовой механики
Лондон предсказал эффект квантования магнитного потока в сверхпроводниках и в 1935 году вместе со своим братом Хайнцем предложил описание электродинамики сверхпроводников. Введённое ими дополнительное уравнение получило название уравнение Лондонов. Лондон также разработал теорию поведения вращающегося сверхпроводника — такой сверхпроводник генерирует магнитное поле (лондоновский момент). Этот эффект используется в моделях вращательной динамики нейтронных звезд.

## Лекции памяти Фрица Лондона и Премия имени Фрица Лондона
С 1956 в Университете Дьюка проходят лекции памяти Фрица Лондона, а также вручается премия его имени ученым, внесшим выдающийся вклад в области физики низких температур. В 1972 году двукратный лауреат Нобелевской премии по физике Джон Бардин учредил фонд для поддержки лекций и премии Фрица Лондона.

## Публикации
- Heitler W., London F. Wechselwirkung neutraler Atome und homöopolare Bindung nach der Quantenmechanik (нем.) // Zeitschrift für Physik : журнал. — 1927. — H. 44. — S. 455-472.
- Über das Verhältnis der van der Waalsschen Kräfte zu de homöopolaren Bindungskräften (нем.) // Zeitschrift für Physik : журнал. — 1930. — H. 60. — S. 491.
- London F., London. H. The electromagnetic equations of the supraconductor (англ.) // Proc. Roy. Soc. : журнал. — 1935. — Iss. 149. — P. 71-88.
- London F. Macroscopical interpretation of supraconductivity (англ.) // Proc. Roy. Soc. : журнал. — 1935. — Iss. 152. — P. 24-24.
- London F. A new conception of supraconductivity (англ.) // Nature : журнал. — 1937. — Iss. 140. — P. 793-7.
- London F. Superfluids (англ.). — Wiley and Sons, 1950. — Vol. I.
- London F. Superfluids (англ.). — Wiley and Sons, 1954. — Vol. II.